# Wereldkampioenschappen schaatsen junioren 2014
De Wereldkampioenschappen schaatsen junioren 2014 vonden van 7 tot en met 9 maart plaats in de Fosenhallen in Bjugn. Het was de 43e editie van het WK voor junioren, de eerste editie in Bjugn en in totaal de vijfde editie in Noorwegen. Het toernooi telde in tegenstelling tot enkele eerdere edities niet mee voor de wereldbeker junioren.
Naast de allroundtitels voor jongens (43e) en meisjes (42e) en de wereldtitels in de ploegenachtervolging voor landenteams (13e) waren er dit jaar voor de zesde keer wereldtitels op de afstanden te verdienen. De jongens streden voor de titel op de 2×500, 1000, 1500 en 5000 meter en de meisjes voor de titel op de 2×500, 1000, 1500 en 3000 meter.
Aan het toernooi deden schaatsers uit negentien landen mee.

## Programma
| Programma                                                        | Programma                                                                      | Programma |
| vrijdag 7 maart                                                  | zaterdag 8 maart                                                               | zondag 9 maart |
| ---------------------------------------------------------------- | ------------------------------------------------------------------------------ | --- |
| 1e 500 m meisjes 1e 500 m jongens 1500 m meisjes 3000 m jongens* | 2e 500 m jongens 1000 m meisjes 1500 m jongens 3000 m meisjes* 5000 m jongens* | 2e 500 m meisjes 1000 m jongens Ploegenachtervolging meisjes (kwalificatie & finale) Ploegenachtervolging jongens (kwalificatie & finale) |

* Kwartetstart bij de 3000m meisjes, 3000m (allround) en 5000m jongens.

## Limiettijden
Om te mogen starten in de wereldkampioenschappen schaatsen junioren 2014 moest de schaatser aan de volgende limiettijden hebben voldaan.
| Geslacht | 500m  | 1000m   | 1500m   | 3000m   | 5000m   | Allround        |
| -------- | ----- | ------- | ------- | ------- | ------- | --------------- |
| Jongens  | 38,00 | 1.16,00 | 1.58,00 | —       | 7.05,00 | 4.05,00 (3000m) |
| Meisjes  | 42,00 | 1.25,00 | 2.12,00 | 4.45,00 | —       | 2.10,00 (1500m) |

## Medaillewinnaars kampioenschappen
| Onderdeel     | Goud                                                                | Zilver                                                   | Brons                                             |
| ------------- | ------------------------------------------------------------------- | -------------------------------------------------------- | ------------------------------------------------- |
| 2x500 m       | Kai Verbij                                                          | Takuya Goto                                              | Dai Dai Ntab                                      |
| 1000 m        | Kai Verbij                                                          | Armin Hager                                              | Taro Kondo                                        |
| 1500 m        | Yang Fan                                                            | Kai Verbij                                               | Patrick Roest                                     |
| 5000 m        | Nils van der Poel                                                   | Patrick Roest                                            | Emery Lehman                                      |
| Allround      | Patrick Roest                                                       | Willem Hoolwerf                                          | Emery Lehman                                      |
| Achtervolging | Team Zuid-Korea Kim Min-seok Park Ki-woong So Han-jae               | Team Japan Seitaro Ichinohe Shoya Ogawa Shane Williamson | Team China Yang Fan Liu Yiming Xu Chenglong       |
|               |                                                                     |                                                          |                                                   |
| 2x500 m       | Vanessa Bittner                                                     | Antoinette de Jong                                       | Bente van den Berge                               |
| 1000 m        | Antoinette de Jong                                                  | Melissa Wijfje                                           | Sanneke de Neeling                                |
| 1500 m        | Melissa Wijfje                                                      | Antoinette de Jong                                       | Jelizaveta Kazelina                               |
| 3000 m        | Antoinette de Jong                                                  | Melissa Wijfje                                           | Jade van der Molen                                |
| Allround      | Antoinette de Jong                                                  | Melissa Wijfje                                           | Jelizaveta Kazelina                               |
| Achtervolging | Team Nederland Antoinette de Jong Jade van der Molen Melissa Wijfje | Team Zuid-Korea Nam Ji-eun Park Cho-won Park Ji-woo      | Team Japan Nene Sakai Ayano Sato Natsumi Takayama |

## WK afstanden
2x 500 m jongens
| Rang   | Schaatser           | Land | Punten | Tijd 1     | Tijd 2     |
| ------ | ------------------- | ---- | ------ | ---------- | ---------- |
| Goud   | Kai Verbij          | NED  | 73,010 | 36,49 (1)  | 36.52 (1)  |
| Zilver | Takuya Goto         | JPN  | 73,420 | 36,63 (2)  | 36,79 (2)  |
| Brons  | Dai Dai Ntab        | NED  | 73,570 | 36,74 (3)  | 36,83 (3)  |
| 4      | Yang Seung-yong     | KOR  | 73,950 | 36,91 (5)  | 37,04 (6)  |
| 5      | Piotr Michalski     | POL  | 74,020 | 36,88 (4)  | 37,14 (7)  |
| 6      | Armin Hager         | AUT  | 74,140 | 37,19 (8)  | 36,95 (4)  |
| 7      | Joel Dufter         | GER  | 74,320 | 37,29 (10) | 37,03 (5)  |
| 8      | Johann Jorgen Sæves | NOR  | 74,380 | 37,18 (7)  | 37,20 (8)  |
| 9      | Ihnat Halavatsjoek  | BLR  | 74,570 | 37,13 (6)  | 37,44 (14) |
| 10     | Andrew Astalos      | USA  | 74,610 | 37,31 (12) | 37,30 (10) |

2x 500 m meisjes
| Rang   | Schaatsster         | Land | Punten | Tijd 1     | Tijd 2     |
| ------ | ------------------- | ---- | ------ | ---------- | ---------- |
| Goud   | Vanessa Bittner     | AUT  | 79,680 | 39,71 (1)  | 39,97 (1)  |
| Zilver | Antoinette de Jong  | NED  | 80,730 | 40,20 (2)  | 40,53 (3)  |
| Brons  | Bente van den Berge | NED  | 80,960 | 40,48 (4)  | 40,48 (2)  |
| 4      | Kim Min-sun         | KOR  | 81,160 | 40,61 (5)  | 40,55 (4)  |
| 5      | Chang Yeon-joo      | KOR  | 81,320 | 40,40 (3)  | 40,92 (8)  |
| 6      | Shi Xiaoxuan        | CHN  | 81,350 | 40,72 (6)  | 40,63 (5)  |
| 7      | Sanneke de Neeling  | NED  | 81,630 | 40,90 (9)  | 40,73 (7)  |
| 8      | Darya Kachanova     | RUS  | 81,790 | 41,10 (12) | 40,69 (6)  |
| 9      | Tang Wen            | CHN  | 81,980 | 41,00 (10) | 40,98 (9)  |
| 10     | Sun Nan             | CHN  | 82,090 | 40,78 (7)  | 41,31 (12) |

1000 m jongens
| Rang   | Schaatser           | Land | Tijd    |
| ------ | ------------------- | ---- | ------- |
| Goud   | Kai Verbij          | NED  | 1.12,40 |
| Zilver | Armin Hager         | AUT  | 1.13,01 |
| Brons  | Taro Kondo          | JPN  | 1.13,38 |
| 4      | Joel Dufter         | GER  | 1.13,54 |
| 5      | Vasily Melnikov     | RUS  | 1.13,89 |
| 6      | Thijs Roozen        | NED  | 1.14,09 |
| 7      | Piotr Michalski     | POL  | 1.14,14 |
| 8      | Yang Seung-yong     | KOR  | 1.14,16 |
| 9      | Daniel Dubreuil     | CAN  | 1.14,47 |
| 10     | Johann Jorgen Sæves | NOR  | 1.14,63 |

1000 m meisjes
| Rang   | Schaatser           | Land | Tijd    |
| ------ | ------------------- | ---- | ------- |
| Goud   | Antoinette de Jong  | NED  | 1.18,82 |
| Zilver | Melissa Wijfje      | NED  | 1.19,46 |
| Brons  | Sanneke de Neeling  | NED  | 1.20,51 |
| 4      | Vanessa Bittner     | AUT  | 1.20,70 |
| 5      | Jelizaveta Kazelina | RUS  | 1.20,94 |
| 6      | Park Cho-won        | KOR  | 1.21,61 |
| 7      | Sun Nan             | CHN  | 1.22,71 |
| 8      | Kim Min-sun         | KOR  | 1.22,86 |
| 9      | Nam Ji-eun          | KOR  | 1.23,03 |
| 10     | Sophie Reinländer   | GER  | 1.23,08 |

1500 m jongens
| Rang   | Schaatser       | Land | Tijd    |
| ------ | --------------- | ---- | ------- |
| Goud   | Yang Fan        | CHN  | 1.51,87 |
| Zilver | Kai Verbij      | NED  | 1.52,74 |
| Brons  | Patrick Roest   | NED  | 1.53,01 |
| 4      | Kim Min-seok    | KOR  | 1.53,24 |
| 5      | Taro Kondo      | JPN  | 1.53,28 |
| 6      | Willem Hoolwerf | NED  | 1.53,34 |
| 7      | So Han-jae      | KOR  | 1.53,35 |
| 8      | Thijs Roozen    | NED  | 1.53,61 |
| 9      | Emery Lehman    | USA  | 1.53,65 |
| 10     | Liu Yiming      | CHN  | 1.53,68 |

1500 m meisjes
| Rang   | Schaatser             | Land | Tijd    |
| ------ | --------------------- | ---- | ------- |
| Goud   | Melissa Wijfje        | NED  | 2.00,65 |
| Zilver | Antoinette de Jong    | NED  | 2.01,71 |
| Brons  | Jelizaveta Kazelina   | RUS  | 2.03,97 |
| 4      | Park Cho-won          | KOR  | 2.04,25 |
| 5      | Sanneke de Neeling    | NED  | 2.04,37 |
| 6      | Jade van der Molen    | NED  | 2.04,81 |
| 7      | Sofie Karoline Haugen | NOR  | 2.06,76 |
| 8      | Han Mei               | CHN  | 2.06,88 |
| 9      | Vanessa Bittner       | AUT  | 2.07,11 |
| 10     | Nam Ji-eun            | KOR  | 2.07,34 |

5000 m jongens
| Rang   | Schaatser          | Land | Tijd    |
| ------ | ------------------ | ---- | ------- |
| Goud   | Nils van der Poel  | SWE  | 6.41,29 |
| Zilver | Patrick Roest      | NED  | 6.43,88 |
| Brons  | Emery Lehman       | USA  | 6.43,97 |
| 4      | Willem Hoolwerf    | NED  | 6.46,41 |
| 5      | Kim Min-seok       | KOR  | 6.51,86 |
| 6      | Seitaro Ichinohe   | JPN  | 6.53,39 |
| 7      | Viktor Hald Thorup | DEN  | 6.55,23 |
| 8      | Liu Yiming         | CHN  | 6.56,05 |
| 9      | Shane Williamson   | JPN  | 6.57,00 |
| 10     | Yang Fan           | CHN  | 6.57,65 |

3000 m meisjes
| Rang   | Schaatser           | Land | Tijd    |
| ------ | ------------------- | ---- | ------- |
| Goud   | Antoinette de Jong  | NED  | 4.16,74 |
| Zilver | Melissa Wijfje      | NED  | 4.19,22 |
| Brons  | Jade van der Molen  | NED  | 4.21,39 |
| 4      | Jelizaveta Kazelina | RUS  | 4.24,90 |
| 5      | Park Cho-won        | KOR  | 4.24,96 |
| 6      | Han Mei             | CHN  | 4.27,21 |
| 7      | Sanneke de Neeling  | NED  | 4.28,39 |
| 8      | Nene Sakai          | JPN  | 4.29,37 |
| 9      | Leia Behlau         | GER  | 4.30,16 |
| 10     | Inga Anne Vasaasen  | NOR  | 4.30,70 |

## WK allround

### Jongens
De klasseringen tussenhaakjes zijn de resultaten onderling in het allroundtoernooi.
| Rang   | Schaatsster              | Land | 500m       | 3000m        | 1500m        | 5000m        | Punten  |
| ------ | ------------------------ | ---- | ---------- | ------------ | ------------ | ------------ | ------- |
| Goud   | Patrick Roest            | NED  | 37,99 (10) | 3.52,05 (1)  | 1.53,01 (2)  | 6.43,88 (2)  | 154,723 |
| Zilver | Willem Hoolwerf          | NED  | 38,14 (13) | 3.54,06 (2)  | 1.53,34 (4)  | 6.46,41 (4)  | 155,571 |
| Brons  | Emery Lehman             | USA  | 38,31 (15) | 3.55,31 (3)  | 1.53,65 (7)  | 6.43,97 (3)  | 155,808 |
| 4      | Yang Fan                 | CHN  | 37,26 (3)  | 3.57,38 (6)  | 1.51,87 (1)  | 6.57,65 (9)  | 155,878 |
| 5      | Kim Min-seok             | KOR  | 37,98 (9)  | 3.57,02 (5)  | 1.53,24 (3)  | 6.51,86 (5)  | 156,415 |
| 6      | Liu Yiming               | CHN  | 37,39 (4)  | 3.57,73 (7)  | 1.53,68 (8)  | 6.56,05 (7)  | 156,509 |
| 7      | Nils van der Poel        | SWE  | 38,68 (20) | 3.56,32 (4)  | 1.56,95 (18) | 6.41,29 (1)  | 157,178 |
| 8      | So Han-jae               | KOR  | 37,70 (6)  | 3.58,29 (11) | 1.53,35 (5)  | 6.59,92 (11) | 157,190 |
| 9      | Michail Kazelin          | RUS  | 37,22 (2)  | 3.58,13 (9)  | 1.54,78 (12) | 7.01,86 (13) | 157,354 |
| 10     | Shane Williamson         | JPN  | 38,05 (11) | 3.59,65 (12) | 1.54,49 (11) | 6.57,00 (8)  | 157,854 |
| 11     | Danila Semerikov         | RUS  | 38,37 (16) | 3.59,65 (12) | 1.56,45 (17) | 6.58,36 (10) | 158,963 |
| 12     | Park Ki-woong            | KOR  | 38,13 (12) | 3.58,05 (8)  | 1.54,15 (9)  | 7.11,75 (19) | 159,030 |
| 13     | Stefan Due Schmidt       | DEN  | 38,75 (22) | 4.01,03 (15) | 1.55,87 (15) | 7.01,61 (12) | 159,705 |
| 14     | Steven Hartman           | USA  | 37,66 (5)  | 4.09,15 (26) | 1.55,01 (13) | 7.07,12 (15) | 160,233 |
| 15     | Seitaro Ichinohe         | JPN  | 38,61 (18) | 4.04,62 (20) | 1.58,63 (22) | 6.53,39 (6)  | 160,262 |
| 16     | Xu Chenglong             | CHN  | 38,39 (17) | 4.02,52 (16) | 1.56,39 (16) | 7.09,32 (18) | 160,538 |
| 17     | Benjamin Donnelly        | CAN  | 38,94 (24) | 4.02,90 (17) | 1.55,35 (14) | 7.08,14 (17) | 160,687 |
| 18     | Daniel Dubreuil          | CAN  | 37,74 (7)  | 4.06,29 (24) | 1.54,48 (10) | 7.22,97 (21) | 161,245 |
| 19     | Runar Njåtun Kroyer      | NOR  | 38,72 (21) | 4.04,98 (21) | 1.57,00 (19) | 7.13,93 (20) | 161,943 |
| 20     | Michele Malfatti         | ITA  | 39,96 (29) | 4.04,47 (19) | 1.58,93 (23) | 7.04,97 (14) | 162,845 |
| 21     | Nicola Tumolero          | ITA  | 39,22 (27) | 4.06,10 (23) | 2.00,18 (25) | 7.07,32 (16) | 163,028 |
| 22     | Alexandre Dery           | CAN  | 37,85 (8)  | 4.11,91 (27) | 1.58,01 (20) | DNS          | 119,171 |
| 23     | Thijs Roozen             | NED  | 37,20 (1)  | 3.59,99 (14) | 1.53,61 (6)  |              | 115,068 |
| 24     | Manuel Gras              | GER  | 38,65 (19) | 4.06,09 (22) | 1.58,08 (21) |              | 119,025 |
| 25     | Pedro Beckert            | GER  | 39,47 (28) | 4.08,61 (25) | 1.59,83 (24) |              | 120,848 |
| 26     | Dmitry Morozov           | KAZ  | 39,12 (25) | 4.12,90 (28) | 2.00,64 (26) |              | 121,483 |
| 27     | Adam Axelsson            | SWE  | 38,86 (23) | 4.14,40 (29) | 2.00,68 (27) |              | 121,486 |
| 28     | Sergej Trofimov          | RUS  | 39,16 (26) | 3.58,22 (10) | 2.21,17 (28) |              | 125,919 |
| 29     | Magnus Myhren Kristensen | NOR  | 38,17 (14) | 4.03,89 (18) | DQ           |              | 78,818  |

### Meisjes
De klasseringen tussenhaakjes zijn de resultaten onderling in het allroundtoernooi.
| Rang   | Schaatsster            | Land | 500m       | 1500m        | 1000m        | 3000m        | Punten  |
| ------ | ---------------------- | ---- | ---------- | ------------ | ------------ | ------------ | ------- |
| Goud   | Antoinette de Jong     | NED  | 40,20 (2)  | 2.01,71 (2)  | 1.18,82 (1)  | 4.16,74 (1)  | 162,970 |
| Zilver | Melissa Wijfje         | NED  | 40,78 (4)  | 2.00,65 (1)  | 1.19,46 (2)  | 4.19,22 (2)  | 163,929 |
| Brons  | Jelizaveta Kazelina    | RUS  | 40,51 (3)  | 2.03,97 (3)  | 1.20,94 (5)  | 4.24,90 (3)  | 166,453 |
| 4      | Sanneke de Neeling     | NED  | 40,90 (5)  | 2.04,37 (5)  | 1.20,51 (3)  | 4.28,39 (6)  | 167,342 |
| 5      | Park Cho-won           | KOR  | 42,08 (16) | 2.04,25 (4)  | 1.21,61 (6)  | 4.24,96 (4)  | 168,461 |
| 6      | Han Mei                | CHN  | 41,54 (10) | 2.06,88 (7)  | 1.23,22 (10) | 4.27,21 (5)  | 169,978 |
| 7      | Nam Ji-eun             | KOR  | 42,17 (20) | 2.07,34 (9)  | 1.23,03 (7)  | 4.32,98 (11) | 171,627 |
| 8      | Ayano Sato             | JPN  | 41,97 (15) | 2.08,10 (11) | 1.24,08 (18) | 4.31,19 (10) | 171,908 |
| 9      | Aleksandra Kapruziak   | POL  | 41,66 (13) | 2.09,46 (15) | 1.23,14 (9)  | 4.33,65 (12) | 171,991 |
| 10     | Sophie Reinländer      | GER  | 41,69 (14) | 2.09,05 (13) | 1.23,08 (8)  | 4.36,52 (14) | 172,332 |
| 11     | Nene Sakai             | JPN  | 42,51 (21) | 2.08,03 (10) | 1.24,62 (21) | 4.29,37 (7)  | 172,391 |
| 12     | Park Ji-woo            | KOR  | 42,08 (16) | 2.10,86 (20) | 1.23,67 (13) | 4.31,06 (9)  | 172,711 |
| 13     | Nikola Zdráhalová      | CZE  | 42,10 (18) | 2.09,20 (14) | 1.24,03 (17) | 4.37,64 (15) | 173,454 |
| 14     | Noémie Fiset           | CAN  | 41,09 (6)  | 2.10,87 (21) | 1.23,27 (11) | 4.43,29 (20) | 173,563 |
| 15     | Juliette Wheler        | CAN  | 42,83 (23) | 2.10,06 (17) | 1.25,24 (22) | 4.38,16 (17) | 175,163 |
| 16     | Natsumi Takayama       | JPN  | 43,81 (29) | 2.09,61 (16) | 1.24,25 (19) | 4.37,76 (16) | 175,431 |
| 17     | Jelena Jeranina        | RUS  | 42,12 (19) | 2.08,75 (12) | 1.23,78 (14) | 4.54,08 (22) | 175,939 |
| 18     | Camilla Lund           | NOR  | 43,56 (28) | 2.10,47 (18) | 1.26,20 (24) | 4.35,10 (13) | 176,000 |
| 19     | Natálie Kerschbaummayr | CZE  | 43,21 (25) | 2.11,61 (22) | 1.27,14 (26) | 4.38,90 (18) | 177,133 |
| 20     | Clare Jeong            | USA  | 43,49 (27) | 2.12,25 (23) | 1.26,78 (25) | 4.40,05 (19) | 177,638 |
| 21     | Mariya Krotova         | BLR  | 42,84 (24) | 2.12,79 (26) | 1.25,89 (23) | 5.00,30 (23) | 180,098 |
| 22     | Elena Moller-Rigas     | DEN  | 43,34 (26) | 2.13,54 (27) | 1.27,35 (27) | 4.52,29 (21) | 180,243 |
| 23     | Sofie Karoline Haugen  | NOR  | 41,55 (11) | 2.06,76 (6)  | 1.58,29 (29) | 4.31,02 (8)  | 188,118 |
| 24     | Vanessa Bittner        | AUT  | 39,71 (1)  | 2.07,11 (8)  | 1.20,70 (4)  |              | 122,430 |
| 25     | Marija Sizova          | KAZ  | 41,21 (7)  | 2.10,79 (19) | 1.23,57 (12) |              | 126,591 |
| 26     | Jerica Tandiman        | USA  | 41,44 (9)  | 2.12,33 (24) | 1.24,02 (16) |              | 127,560 |
| 27     | Aleksandra Kachurkina  | RUS  | 41,61 (12) | 2.12,49 (25) | 1.24,01 (15) |              | 127,778 |
| 28     | Aljona Stapstova       | KAZ  | 41,39 (8)  | 2.13,55 (28) | 1.24,47 (20) |              | 128,141 |
| 29     | Ellen Bjertnes         | NOR  | 42,60 (22) | 2.13,70 (29) | 1.27,71 (28) |              | 131,021 |
| 30     | Isabelle Weidemann     | CAN  | 43,98 (30) | 2.18,05 (30) |              |              | 89,996  |

## WK ploegenachtervolging

### Kwalificatie
Jongens
De ploegenachtervolging voor jongens werd over acht ronden verreden. De twee landen met de snelste tijden streden om goud en zilver, de landen met de derde en vierde tijd streden om het brons.
| Nr. | Team                                                                              | Tijd    |
| --- | --------------------------------------------------------------------------------- | ------- |
| 1   | Team Zuid-Korea Kim Min-seok Park Ki-woong So Han-jae                             | 4.00,58 |
| 2   | Team Japan Seitaro Ichinohe Shoya Ogawa Shane Williamson                          | 4.00,82 |
| 3   | Team China Yang Fan Liu Yiming Xu Chenglong                                       | 4.02,24 |
| 4   | Team Nederland Willem Hoolwerf Patrick Roest Thijs Roozen                         | 4.03,92 |
| 5   | Team Duitsland Pedro Beckert Joel Dufter Manuel Gras                              | 4.05,55 |
| 6   | Team Rusland Michail Kazelin Danila Semerikov Sergej Trofimov                     | 4.06,11 |
| 7   | Team Italië Michele Malfatti Alessio Trentini Nicola Tumolero                     | 4.06,58 |
| 8   | Team Zweden Adam Axelsson Nils van der Poel Erik Wetterdal                        | 4.06,69 |
| 9   | Team Denemarken Mikkel Kirkegaard Øritsland Stefan Due Schmidt Viktor Hald Thorup | 4.07,03 |
| 10  | Team Wit-Rusland Semjon Budaj Ignat Golovatjuk Anton Kapustin                     | 4.16,06 |
| 11  | Team Noorwegen Magnus Myhren Kristensen Runar Njåtun Krøyer Henrik Fagerli Rukke  | 4.17,47 |
| 12  | Team Canada Benjamin Donnelly Daniel Dubreuil Jordan Henkelman                    | 4.21,80 |
| 13  | Team Verenigde Staten Steven Hartman Emery Lehman Brandon Molenda                 | 4.22,27 |
| 14  | Team Kazachstan Maksim Glazyrin Artjom Krikoenov Dmitri Morozov                   | 4.26,17 |

Meisjes
De ploegenachtervolging voor meisjes werd over zes ronden verreden. De twee landen met de snelste tijden streden om goud en zilver, de landen met de derde en vierde tijd streden om het brons.
| Nr. | Team                                                                     | Tijd    |
| --- | ------------------------------------------------------------------------ | ------- |
| 1   | Team Nederland Antoinette de Jong Jade van der Molen Melissa Wijfje      | 3.11,66 |
| 2   | Team Zuid-Korea Nam Ji-eun Park Cho-won Park Ji-woo                      | 3.15,03 |
| 3   | Team Japan Nene Sakai Ayano Sato Natsumi Takayama                        | 3.18,53 |
| 4   | Team Rusland Jelena Jeranina Jelizaveta Kazelina Aleksandra Kachurkina   | 3.19,07 |
| 5   | Team Noorwegen Sofie Karoline Haugen Camilla Lund Inga Anne Vasaasen     | 3.20,61 |
| 6   | Team China Han Mei Shi Xiaoxuan Sun Nan                                  | 3.23,68 |
| 7   | Team Polen Magdalena Czyszczon Aleksandra Kapruziak Urszula Wlodarcyk    | 3.24,68 |
| 8   | Team Tsjechië Eliska Drimalova Natálie Kerschbaummayr Nikola Zdráhalová  | 3.26,30 |
| 9   | Team Canada Geanne Blais-Dufour Noemie Fiset Juliette Wheler             | 3.26,58 |
| 10  | Team Kazachstan Jelizaveta Prokhorenko Marija Sizova Aljona Stapstova    | 3.29,79 |
| 11  | Team Italië Linda Bortolotti Chiara Cristelli Giulia Lollobrigida        | 3.30,75 |
| 12  | Team Verenigde Staten Clare Jeong Darian O'Neil Jerica Tandiman          | 3.31,09 |
| 13  | Team Wit-Rusland Natalja Khramtsova Valerija Shurina Jevgenija Vorobjova | 3.35,74 |
| NF  | Team Duitsland Leia Behlau Sophie Reinländer Michelle Uhrig              | NF      |

### Finales
Jongens
| Rit          | Team 1                                                | Tijd    | Tijd    | Team 2                                                   |
| ------------ | ----------------------------------------------------- | ------- | ------- | -------------------------------------------------------- |
| 3e/4e plaats | Team China Yang Fan Liu Yiming Xu Chenglong           | 4.02,59 | 4.07,46 | Team Nederland Willem Hoolwerf Patrick Roest Kai Verbij  |
| 1e/2e plaats | Team Zuid-Korea Kim Min-seok Park Ki-woong So Han-jae | 4.01,42 | 4.02,05 | Team Japan Seitaro Ichinohe Shoya Ogawa Shane Williamson |

Meisjes
| Rit          | Team 1                                                              | Tijd    | Tijd    | Team 2                                                            |
| ------------ | ------------------------------------------------------------------- | ------- | ------- | ----------------------------------------------------------------- |
| 3e/4e plaats | Team Japan Nene Sakai Ayano Sato Natsumi Takayama                   | 3.20,73 | 3.23,48 | Team Rusland Jelena Jeranina Jelizaveta Kazelina Natalia Voronina |
| 1e/2e plaats | Team Nederland Antoinette de Jong Jade van der Molen Melissa Wijfje | 3.11,09 | 3.18,89 | Team Zuid-Korea Nam Ji-eun Park Cho-won Park Ji-woo               |